# Trombolito
Trombolito es un tipo de microbialito con estructura amorfa e irregular.

## Formación
Se forman en aguas poco profundas por la captura, unión y cementación de granos atrapados por tapetes microbianos.